# Del Harris (basket-ball)
Pour les articles homonymes, voir Harris et Del Harris (homonymie).
Delmer (Del) William Harris (né le 18 juin 1937 à Plainfield, Indiana) est l'ancien entraîneur assistant des New Jersey Nets en NBA. Il a été entraîneur assistant des Chicago Bulls. Il a également été entraîneur des Rockets de Houston, des Bucks de Milwaukee et des Lakers de Los Angeles.
En 1992, il est intronisé au Indiana Basketball Hall of Fame pour sa carrière et sa contribution au basket-ball.

## Biographie
Harris est diplômé de Milligan College dans le nord-est du Tennessee. Il commence sa carrière d'entraîneur à Earlham College à Richmond, Indiana, avant d'entrer dans le monde professionnel en 1975 en tant qu'entraîneur assistant des Utah Stars en American Basketball Association, sous les ordres de Tom Nissalke. Lorsque la franchise disparut, Nissalke et Harris furent engagés en tant qu'entraîneur et entraîneur assistant par l'équipe NBA des Rockets de Houston. Quand Nissalke fut écarté par le club, Harris prit la relève et mena les Rockets aux Finales NBA 1981, battus par les Celtics de Boston quatre manches à deux. Par la suite, Don Nelson engagea Harris à Milwaukee au poste d'assistant dans l'équipe des Bucks de Milwaukee, où il devient par la suite entraîneur, puis General Manager.
Après son passage aux Bucks, Harris devient entraîneur des Lakers de Los Angeles, remportant le titre de NBA Coach of the Year lors de la saison 1994-1995. Les Lakers licencient Harris après un début de saison de six victoires – six défaites lors de la saison 1998–1999.
Il retrouve quelques saisons plus tard Don Nelson aux Mavericks de Dallas en tant qu'assistant, puis aux côtés de Avery Johnson, avant de mettre sa carrière entre parenthèses à l'issue de la saison 2005-2006. Il resta cependant dans l'entourage des Mavs en tant que consultant.
Le 3 juillet 2008, le Chicago Tribune annonce que Harris avait donné son accord pour devenir assistant aux Bulls de Chicago aux côtés de l'ancien entraîneur des Charlotte Bobcats Bernie Bickerstaff et de Bob Ociepka pour apporter leur expérience au jeune entraîneur Vinny Del Negro.
En juin 2009, Harris met un terme à son expérience avec les Bulls, se retirant après une carrière de 50 ans.
Cependant, le 30 novembre 2009, Harris rejoint les rangs des Nets du New Jersey dans un poste d'entraîneur assistant.
Le 2 février 2010, il est confirmé que le match Pistons-Nets est le dernier match auquel il participe avec les Nets. Harris aurait demandé Rod Thorn, président des Nets, de lui confier le poste d'entraîneur, ce qui lui a été refusé, raison pour laquelle Harris quitte les Nets.

### Carrière internationale
Harris entraîna durant sept saisons en National Superior League, la ligue de basket-ball de Porto Rico, de 1969 à 1975, pour un bilan de 176 victoires - 61 défaites et remportant trois titres de champions (1973-75).
Il a également été entraîneur assistant de Rudy Tomjanovich pour l'équipe des États-Unis lors du championnat du monde 1998, remportant la médaille de bronze.
Harris fut également entraîneur de l'équipe de Chine lors des Jeux olympiques de 2004.
Avant de devenir entraîneur des Lakers, Harris fut consultant spécial de l'équipe du Canada.

## Note
- (en) Cet article est partiellement ou en totalité issu de l’article de Wikipédia en anglais intitulé « Del Harris » (voir la liste des auteurs).